# Jezero (Struhařov)
Jezero je malá vesnice, část obce Struhařov v okrese Benešov. Nachází se asi 1,5 km na severovýchod od Struhařova. V roce 2009 zde bylo evidováno 18 adres. Jezero je také název katastrálního území o rozloze 3,63 km². V katastrálním území Jezero leží i Věřice.

## Název
Název snad odvozen od množství rybníků, které se v okolí nacházely, několik jich bylo přímo v obci.

## Historie
V sousedství poplužního dvora zde stávala tvrz rytířů Sobků z Jezera. První zmiňovaným v Zemských deskách je Ctibor (1356). Roku 1388 pak zdejší zeman daroval les a louku kostelu v Okrouhlicích. Roku 1415 podepsal Beneš Sobek stížnost ke Kostnickému koncilu. Po Bílé hoře propadlo rodové sídlo Sobků králi Ferdinandovi II. a následně byl konfiskát odprodán rodu Beníků z Petrsdorfu. Po několika dalších změnách majitelů bylo hospodářství roku 1699 přidruženo do panství Jemniště. Tvrz následně v 18. století zanikla a kámen z ní posloužil ke stavbě Divišovské silnice.
V letech 1850–1852 zde jako správce statku spolu s rodinou pobýval národní buditel František Jaroslav Čech, jeho syn Svatopluk (pozdější básník) zde strávil část dětství. Zároveň zde od roku 1850 jako starosta, později jako radní působil Karel Drahotín Villani, český politik, básník a vlastenec. V roce 1874 zde žilo 128 osob v 18 domech. V obci je novodobá výklenková kaple z počátku 20. století. Dodnes zachované ukázky zděné i dřevěné lidové architektury.
V letech 1869–1921 k vesnici patřila Okrouhlice.